# 이로하스

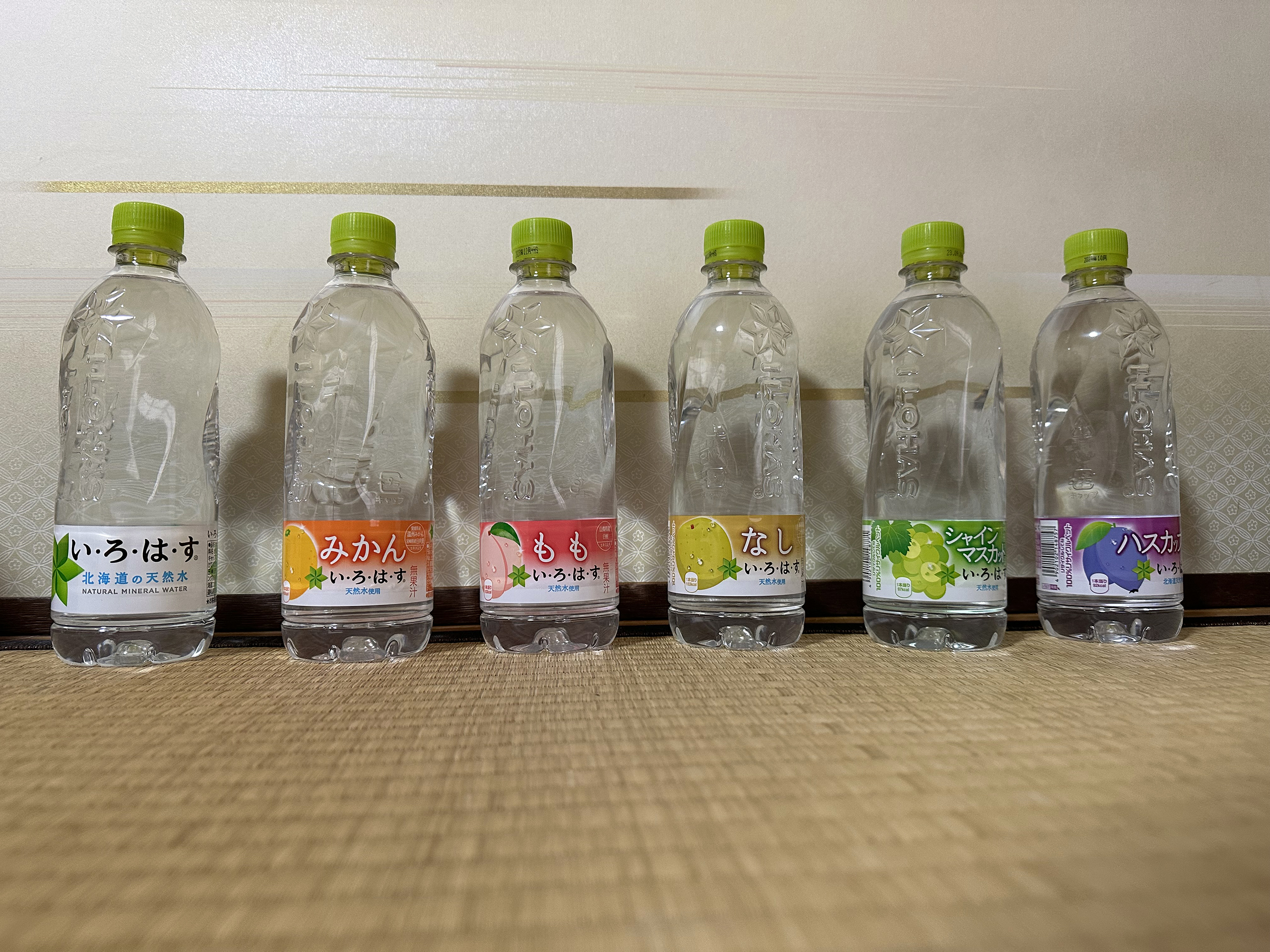
이로하스의 여러가지 제품

이로하스(일본어: い・ろ・は・す, 영어: I LOHAS)는 일본 코카콜라가 판매하는 생수 및 스파클링 워터 제품이자 브랜드이다. 2009년 5월 18일에 처음 발매하였다. 상품명은 사물의 시작을 의미하는 '이로하'(いろは)와 지속 가능한 건강을 중시하는 생활양식 LOHAS(로하스)를 조합해 만들었다.